# 罗艾尔
罗艾尔（法語：Rohaire，法語發音：[ʁɔɛʁ]）是法国厄尔-卢瓦省的一个市镇，属于德勒区。

## 地理
罗艾尔（48°40'12"N, 0°50'59"E）面积10.01 平方千米，位于法国中央-卢瓦尔河谷大区厄尔-卢瓦省，该省份为法国北部内陆省份，北起顺时针与厄尔省、伊夫林省、埃松省、卢瓦雷省、卢瓦-谢尔省、萨尔特省和奧恩省接壤。
与罗艾尔接壤的市镇（或旧市镇、城区）包括：阿夫尔河畔圣维克托、沙朗塞。

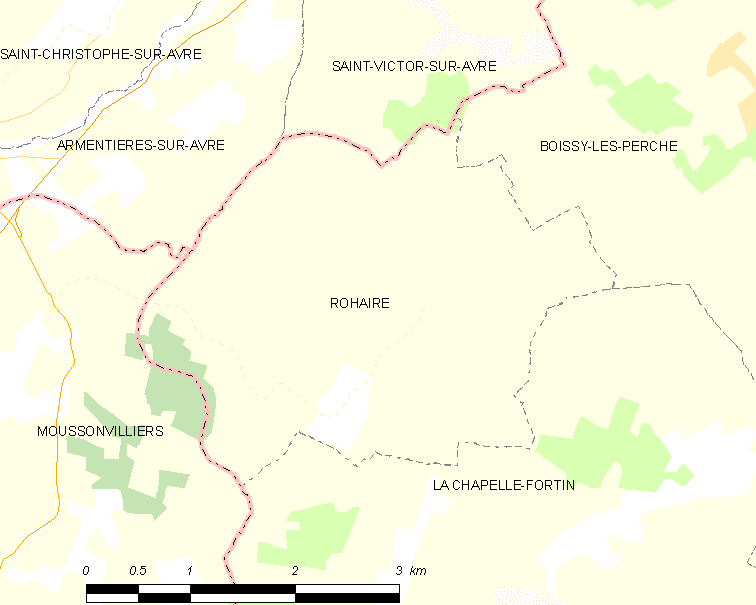
罗艾尔的OSM定位图

罗艾尔的时区为UTC+01:00、UTC+02:00（夏令时）。

## 行政
罗艾尔的邮政编码为28340，INSEE市镇编码为28316。

## 政治
罗艾尔所属的省级选区为圣吕班德容什雷县。

## 人口

1962-2008年间罗艾尔人口变化图示

罗艾尔于2022年1月1日时的人口数量为131人。